# Печский патриархат
Печский патриархат (Печская патриархия; серб. Пећка патријаршија) — автокефальная православная церковь с центром в городе Печ, существовавшая с 1346 года по 1463 год, а затем повторно с 1557 года по 1766 год. Рассматривается как период истории Сербской православной церкви.
Титул патриархов Печа был «всех сербов и болгар», но не всех болгар. 

## История

### Первый патриархат
Первая независимая сербская церковь была организована в 1219 году Святым Саввой. Он стал вначале Жичским, а затем Печским архиепископом.
Стефан Душан, воспользовавшись гражданской войной в Византии, в 1346 году провозгласил себя императором сербов и при поддержке Тырновской патриархии повысил уровень подопечной ему Печской архиепископии до патриархата, провозгласив первым патриархом Иоаникия II.
После падения Смедерево в 1459 году и попадания Сербии под власть Османской империи, патриархат был ликвидирован, приходы Печского патриархата были переданы под власть Охридской архиепископии.

### Второй патриархат
Лишь спустя сто лет, братья Соколовичи — Макарий и Мехмед-паша — смогли добиться восстановления Печского патриархата.
Турки, давая разрешение на восстановление патриархата в 1557 году преследовали чисто политические цели — они пытались путём получения контроля над православной верой укрепить власть султана в сербских землях, прежде всего — в приграничье с католическими подданными Австрийской империи, которые после Тридентского собора были организованы для католической пропаганды в сербских странах.
Печский патриарх Арсений III Черноевич (правил с 1674 по 1690 год) во время Великой турецкой войны активно поддерживал Австрию и даже угрожал отлучением от церкви сочувствующих туркам православных. После успешных действий турок в 1690 году, тысячи косовских сербов во главе со своим Патриархом переселились в Венгрию, где была основана Карловацкая митрополия.
Великое переселение сербов в 1690 году значительно ослабило и подорвало независимость Печского патриархата. В результате, в рамках политики эллинизации, проводимой в Османской империи, в 1766 году Печский патриархат был вновь ликвидирован, а сербские приходы были переданы под управление Константинопольского патриархата. Назначением епископов в сербские земли теперь ведали фанариоты.

## Границы
Территория, находившаяся под юрисдикцией Печского патриархата, охватывала Моравскую Сербию, Банат и Трансильванию.
В состав епархии были включены западно-болгарские земли, в том числе те, на которых сегодня находятся Кюстендил, Самоков, Рильский монастырь, Мехомия и Банско, в том числе до ворот Траяна. Кроме того, патриархат контролировал земли современного Косова и Северной Македонии.